# Freie-Partie-Europameisterschaft der Junioren 2022/23

Logo CEB (ausrichtender Verband)

Die Freie-Partie-Europameisterschaft der Junioren 2023 war das 40. Turnier in dieser Disziplin des Karambolagebillards und fand vom 27. bis zum 30. April 2023 in Verderio in der Lombardei statt.

## Modus
Gespielt wurde in einer Gruppe mit vier Spielern im Round-Robin-Modus. Danach wurden im Knock-out-Modus die Platzierungen ausgespielt. Die Distanz beträgt 250 Punkte oder 20 Aufnahmen.
Platzierung in den Tabellen bei Punktgleichheit:
1. MP = Matchpunkte
2. GD = Generaldurchschnitt
3. HS = Höchstserie

## Endergebnis
| MP    | Match Points (Sieger = 2; Unentschieden = 1; Verlierer = 0) |
| Pkte. | Erzielte Karambolagen                                       |
| Aufn. | Benötigte Versuche                                          |
| GD    | Generaldurchschnitt                                         |
| BED   | Bester Einzeldurchschnitt eines Spielers                    |
| HS    | Höchstserie                                                 |
|       | Bester GD des Turniers                                      |
|       | Bester ED des Turniers                                      |
|       | Beste HS des Turniers                                       |
|       | 1. Platz (Gold)                                             |
|       | 2. Platz (Silber)                                           |
|       | 3. Platz (Bronze)                                           |

| 1                          | Nathan Legendre    | 6:2 | 783 | 35 | 22,37 | 33,33 | 185 |
| 2                          | Nick Dudink        | 6:2 | 621 | 42 | 14,78 | 28,57 | 159 |
| 3                          | Samuel Vanderveken | 2:6 | 526 | 53 | 9,92  | 17,85 | 129 |
| 4                          | Arthur Picard      | 2:6 | 178 | 48 | 3,70  | 4,70  | 23  |
| Turnierdurchschnitt: 11,84 |                    |     |     |    |       |       |     |